# Cupiennius salei
Cupiennius salei là một loài nhện trong họ Ctenidae.
Loài này thuộc chi Cupiennius. Cupiennius salei được Eugen von Keyserling miêu tả năm 1877.

## Hình ảnh

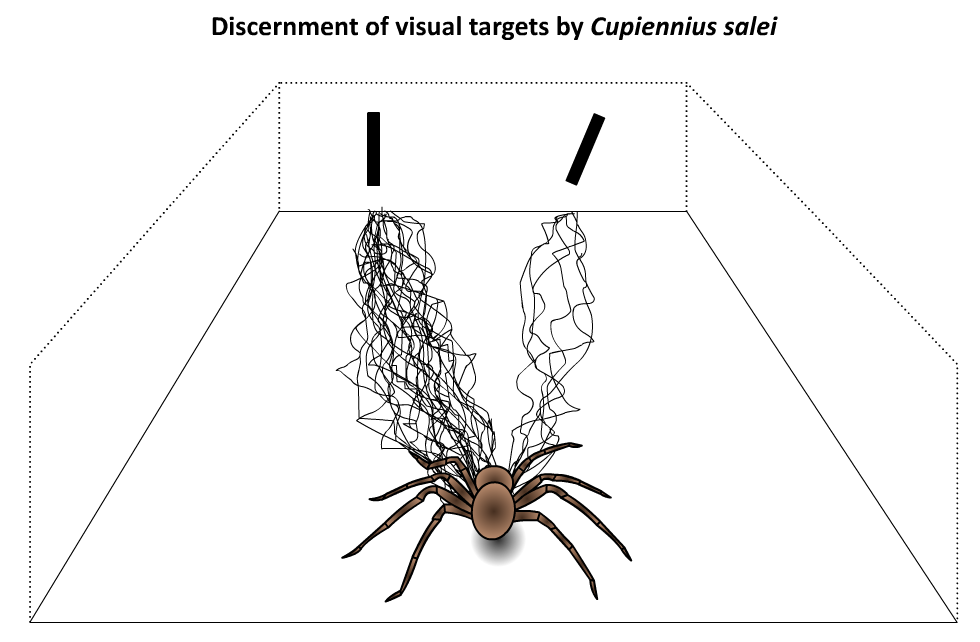